# Officiaal
Een officiaal of gerechtsvicaris is een rechter aan een kerkelijke rechtbank van de Katholieke Kerk. Hij spreekt recht volgens het canoniek recht binnen een bepaald bisdom.

## Geschiedenis
Het instituut van de officiaal ontstond in het eerste kwart van de dertiende eeuw in Noord-Frankrijk en het Heilige Roomse Rijk. De bisschoppen konden de groeiende stroom rechtszaken niet meer persoonlijk afhandelen. Een aantal bisschoppen ging ertoe over speciale functionarissen aan te stellen als rechters. Vaak waren dit kanunniken van het bisschoppelijk kapittel. Voor de Nederlanden zijn er vroege documenten bewaard over het diocees Doornik. Ook de bisschop van Utrecht stelde sinds 1231 een officiaal aan. Het bijzondere aan de Utrechtse situatie was de aanwezigheid van officialen bij de proosten van de collegiale kapittels in  Utrecht (vanaf 1258), Deventer (vanaf 1345), Oldenzaal, Arnhem en Emmerik. Zij dienden onder andere voor processen over het nakomen van huwelijksbeloften en voor het beslechten van geschillen over kerkelijke beneficies.

## Heden
De positie van de officiaal en de procedures van het officialaat zijn tegenwoordig geregeld in de Codex Iuris Canonici van 1983 (Boek VII, Deel I Titel II - Verschillende graden en soorten van rechtbanken, canones 1417-1445). De officialen doen tegenwoordig vooral uitspraken in zaken over huwelijksrecht. 
In Nederland is het officialaat van het aartsbisdom Utrecht tevens bevoegd voor de bisdommen Breda, Groningen-Leeuwarden, ‘s-Hertogenbosch en Rotterdam.
In België werden in 2005 de diocesane officialaten vervangen door een interdiocesaan officialaat voor de Vlaamse en een ander voor de Franstalige bisdommen.

## Wetenswaardigheden
De Bretonse heilige Ivo Hélory (1253-1303), patroonheilige van de juristen, was officiaal te Tréguier. De priester en sterrenkundige Govaert Wendelen was officiaal bij de kerkelijke rechtbank te Doornik van 1650 tot 1659. Ook Gérard Cauvin, vader van de kerkhervormer Johannes Calvijn, was officiaal van de bisschop van Noyon